# Gerhard Jan Palthe
Ger(h)ard Jan Palthe (Denekamp, 21 juli 1681 – Deventer, 30 juli 1767) was een Nederlands kunstschilder.

## Biografie en werk
Palthe werd in Denekamp geboren in een domineesgezin als zoon van Johannes Palthe en Johanna van Ulzen. Op jonge leeftijd werd zijn interesse in kunst herkend, waarop zijn ouders hem naar Amsterdam stuurden om les te ontvangen van portretschilder Jurriaen Pool. Na zich daar nog enige tijd te hebben opgehouden, vestigde hij zich in Deventer. Hij schilderde diverse portretten, veelal van prominente Deventenaren. Bredere bekendheid geniet hij vanwege zijn kaars- en lamplichttaferelen van de burgerij, waarin de invloed van Godfried Schalcken zichtbaar is. In Geschiedenis der vaderlandsche schilderkunst (deel 2, 1817) schrijven kunstschilder Roeland van Eynden en schrijver Adriaan van der Willigen dat Palthes nachtstukjes hun voordoen als "schoon nauwkeurig getekend, echter minder dun geschilderd en niet zo gloeiend of krachtig te zijn dan die van Schalken of Boonen." Daarnaast schilderde Palthe enkele schoorsteenstukken en klokkasten.
Palthe trouwde in 1714 in Denekamp met Magdalena Leferink. Samen kregen zij zes zoons en twee dochters. Van hen richtten de zoons Jan en Anthony zich ook op het schildersberoep, maar met name Jan Palthe verwierf grotere bekendheid. Zoon Adriaan beoefende het schildersvak als liefhebberij.

## Galerij

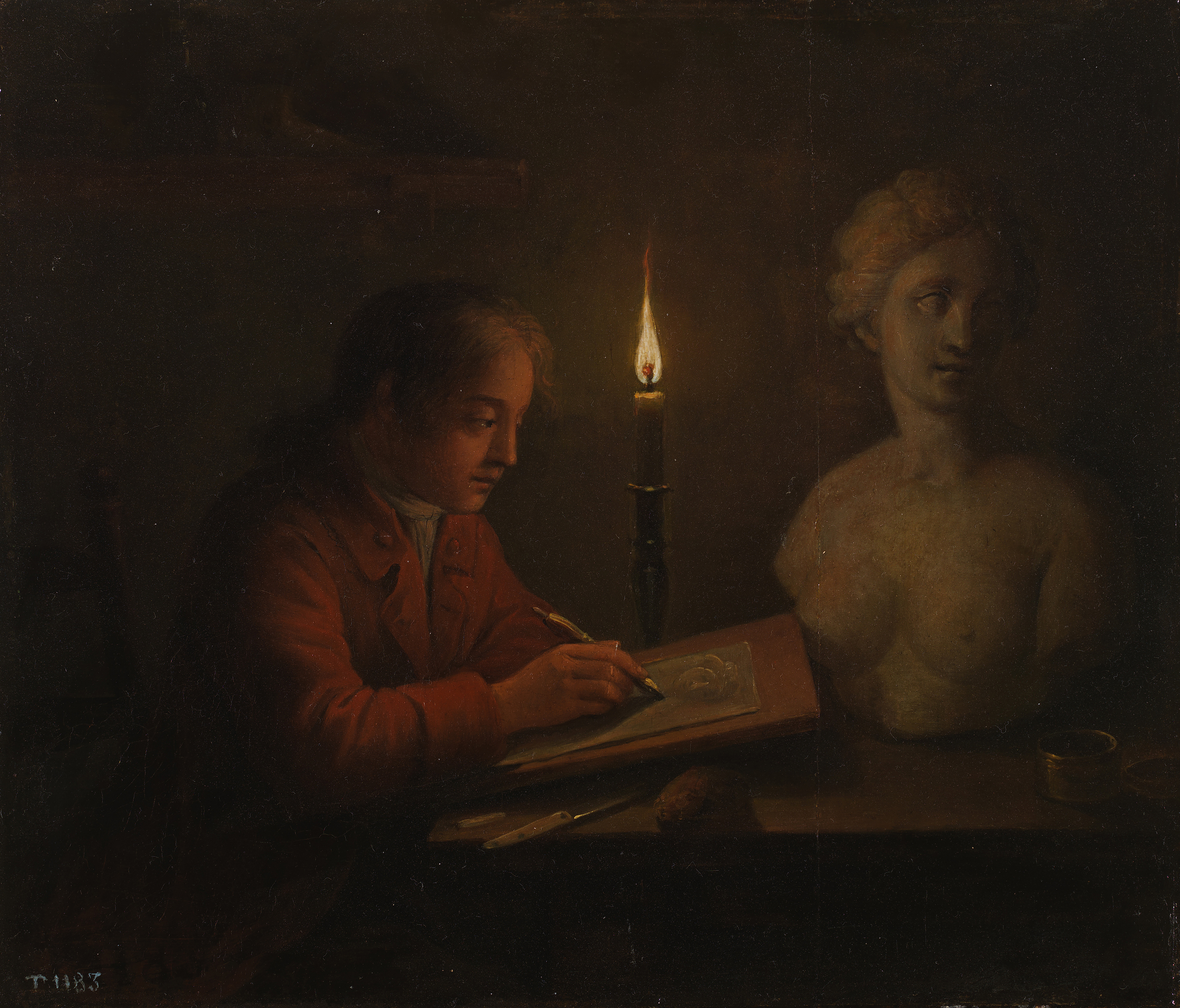
Tekenende jongeman (collectie Museo Nacional del Prado)
Portret van Gerhard Dumbar (1680-1744)
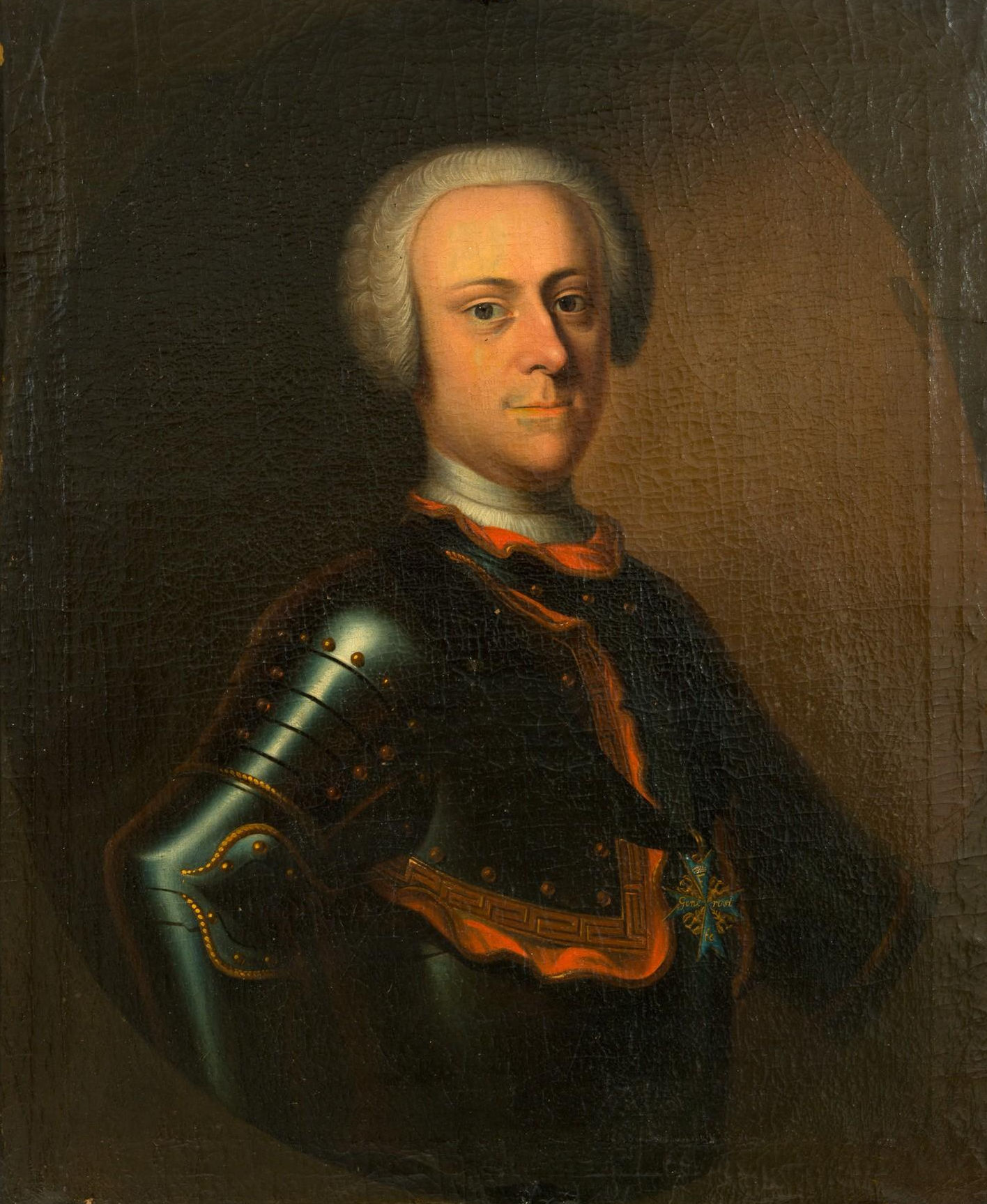
Portret van Alexander Carel van Heiden

- Biografisch Portaal: 13487032
- RKD-Nederlands Instituut voor Kunstgeschiedenis: 61652